# N19 (Frankrijk)
De N19 of Route nationale 19 is een nationale weg in het oosten van Frankrijk. De weg bestaat uit twee delen. Het eerste deel loopt, ten zuidoosten van Parijs, van Bonneuil-sur-Marne naar Brie-Comte-Robert. Dit deel is ongeveer 11 kilometer lang en onderdeel van de E54 tussen Parijs en München. Het tweede deel loopt van Rolampont via Langres, Vesoul naar Belfort en is ongeveer 175 kilometer lang. Ook dit deel is tussen Rolampont en Lure onderdeel van de E54, behalve in Langres waar de E54 over de rondweg D283 loopt.

## Geschiedenis
In 1811 liet Napoleon Bonaparte de Route impériale 22 aanleggen van Parijs naar Bazel in Zwitserland. In 1824 werd de huidige N19 gecreëerd uit het Franse deel van de Route impériale 22. Deze weg liep van Parijs via Troyes, Langres en Belfort naar de grens met Zwitserland en was 480 kilometer lang. 
In 1973 werd het eindpunt van de route verlegd naar de Zwitserse grens bij Delle in plaats van bij Bazel. De N19BIS tussen Belfort en Delle werd daardoor onderdeel van de N19. De oude route tussen Belfort en Bazel werd overgedragen aan de departementen en kreeg zowel in Territoire de Belfort als in Haut-Rhin het nummer D419.
In 2000 werd de route aangepast ten zuidoosten van Parijs. Tussen Brie-Comte-Robert en Guignes ging de N19 via Moissy-Cramayel lopen. De nieuwe route liep via de voormalige N447 en werd onderbroken door de N104 en A105. De oude weg werd overgedragen aan het departement Seine-et-Marne en kreeg het nummer D319.

### Declassificaties
Door de aanleg van de parallelle autosnelweg A5 nam het belang van de N19 op veel plaatsen af. Daarom zijn grote delen van de weg in 2006 overgedragen aan de departementen. Deze delen hebben daardoor nummers van de departementale wegen. De overgedragen delen van de N19 kregen de volgende nummers:
- Val-de-Marne: D19
- Seine-et-Marne: D619
- Aube: D619
- Haute-Marne: D619
- Territoire de Belfort: D19

## Toekomst
Op dit moment krijgt de N19 tussen Lure en de Zwitserse grens een nieuwe tracé als expresweg. Deze weg heet nu nog D438 in Haute-Saône en N1019 in Territoire de Belfort. Na voltooiing zal de nieuwe weg N19 gaan heten en de oude weg worden overgedragen aan het departement Haute-Saône. 
N1 · N2 · N3 · N4 · N5 · N6 · N7 · N9 · N10 · N11 · N12 · N13 · N14 · N15 · N17 · N19 · N19J · N20 · N21 · N22 · N24 · N25 · N27 · N28 · N31 · N33 · N34 · N36 · N37 · N41 · N42 · N43 · N44 · N47 · N49 · N51 · N52 · N57 · N58 · N59 · N61 · N61A · N65 · N66 · N67 · N70 · N77 · N79 · N80 · N82 · N83 · N85 · N86 · N87 · N88 · N89 · N90 · N94 · N98 · N100 · N102 · N104 · N105 · N106 · N109 · N112 · N113 · N116 · N118 · N118A · N118B · N122 · N123 · N124 · N125 · N126 · N129 · N134 · N135 · N136 · N137 · N138 · N141 · N142 · N145 · N147 · N149 · N150 · N151 · N154 · N157 · N158 · N159 · N162 · N164 · N165 · N166 · N171 · N174 · N175 · N176 · N182 · N184 · N186 · N186A · N186B · N188 · N191 · N192 · N201 · N202 · N205 · N209 · N216 · N221 · N224 · N225 · N227 · N230 · N237 · N244 · N248 · N249 · N250 · N254 · N265 · N274 · N282 · N296 · N301 · N303 · N306 · N314 · N315 · N316 · N320 · N324 · N330 · N337 · N338 · N346 · N353 · N356 · N363 · N385 · N388 · N401 · N406 · N410 · N416 · N425 · N431 · N440 · N441 · N444 · N446 · N449 · N481 · N486 · N488 · N489 · N520 · N524 · N532 · N537 · N542 · N543 · N568 · N569 · N572 · N580 · N814 · N844 · N1007 · N1012 · N1013 · N1014 · N1019 · N1021 · N1029 · N1031 · N1043 · N1050 · N1075 · N1083 · N1104 · N1113 · N1134 · N1135 · N1141 · N1154 · N1338 · N1547 · N1569 · N2028 · N2043 · N2057 · N2162 · N2249